# Errachidia
Ne doit pas être confondu avec La Rachidia.
 (novembre 2022).
Si vous disposez d'ouvrages ou d'articles de référence ou si vous connaissez des sites web de qualité traitant du thème abordé ici, merci de compléter l'article en donnant les références utiles à sa vérifiabilité et en les liant à la section « Notes et références ».
Errachidia (en arabe : الرشيدية, anciennement Ksar Es-Souk ou "Imtaghren" en tamazight, est une ville du Maroc, chef-lieu de la province d'Errachidia, dans la région de Drâa Tafilalet.

## Géographie
Errachidia est située sur l'oued Ziz, au nord de la province d'Errachidia. La variété de dattes medjoul provient originellement des palmeraies de la région.

## Toponymie
Autrefois appelée « Ksar Es-Souk » en arabe et Imetgharen en berbère, la ville fut rebaptisée Er Rachidiya vers 1975  à la mémoire du sultan Moulay Rachid  dont le mausolée se trouve à FÈS  .

## Accès
La ville d'Errachidia est desservie par voie routière à travers la route nationale 10. La ville dispose aussi d'un aéroport qui dessert Casablanca. La ville est découpée en plusieurs zones urbaines sous forme de quartiers. Les quartiers d'Errachidia sont les suivants :
- Centre-ville
- Ain El Ati 1
- Ain El Ati 2
- Lahdeb (Al Massira)
- Oued Eddahab
- Al Qods
- Cité Amjjoj
- Targa Al Jdida (Nouvelle Targa)
- Targa Al Qadima (Ancienne Targa)
- Labita
- El Mouhite
- Boutalamine
- Boutalamine Jdid (Villate, quartier résidentiel)
- Azzemour Al Jadid (Nouveau Azzemour)
- Azzemour Al Qadim (Ancien Azzemour)
- Ouled El Hadj
- Aït Ba Mouha
- Aït Ibrahim
- Ksar Ingbi
- El Waha
- El Inara
- Lot. Moulay Ali Cherif
- Erriad
- Lot. Aït Khlifa
- Touchka
- L'oued lahmer

## Éducation
- Institut technique agricole d'Errachidia

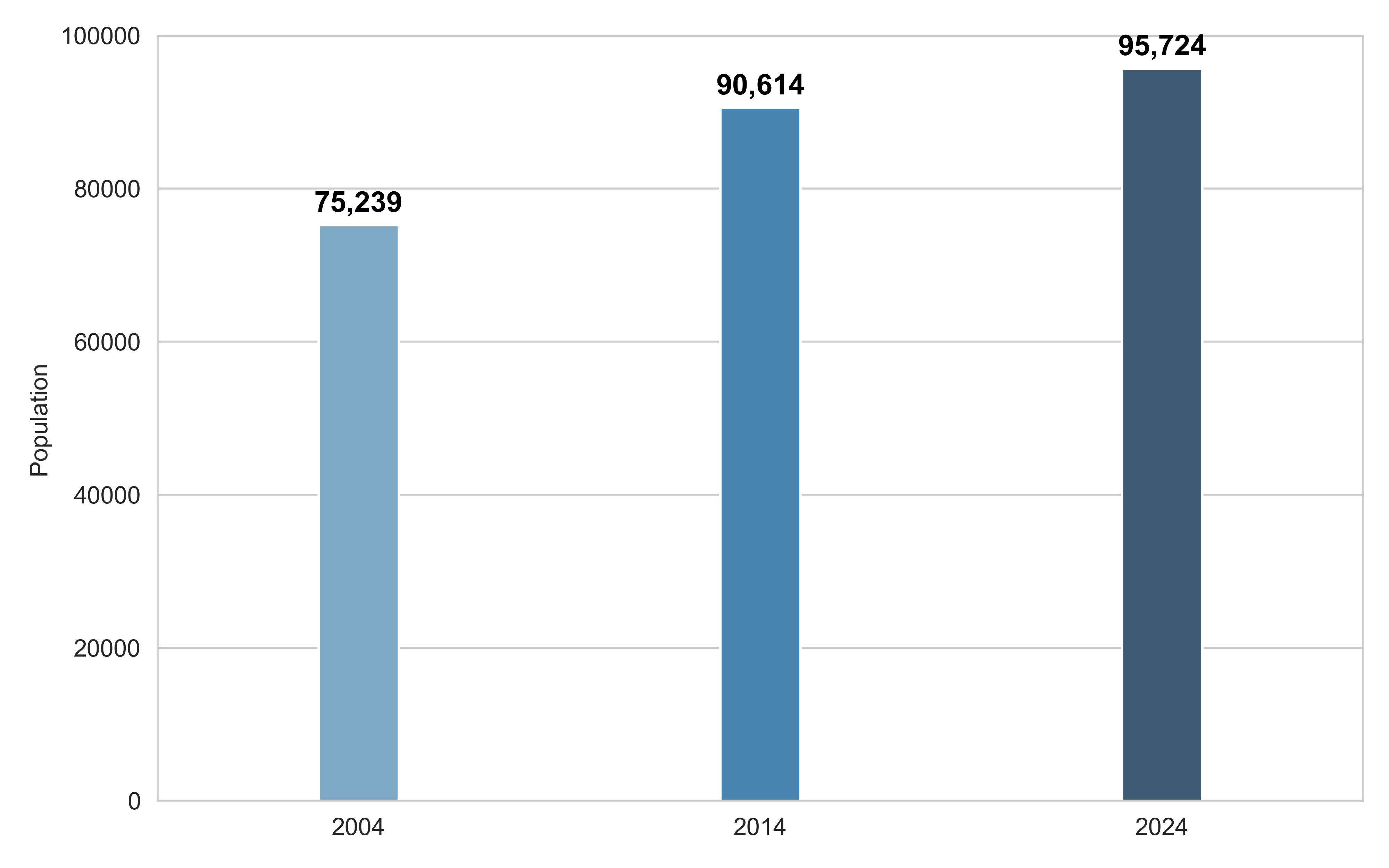
Evolution de la population d'Errachidia entre 2004 et 2024

## Démographie
Entre 2004 et 2024, la population de la ville d'Errachidia est passée d'environ 75 000 à 95 000 habitants,.